# Miała
Miała – rzeka w Polsce, dopływ Noteci, największa z rzek przecinających Puszczę Notecką. Długość: 62 km.

## Przebieg
Źródła zlokalizowane są w okolicy wsi Nowina. W lasach Puszczy Noteckiej na rzece istnieje 9 jezior, pomiędzy Białą a Miałami (m.in. Białe, Górne, Bąd, Księże, Małe i Wielkie). W Miałach przepływa pod linią kolejową z Poznania do Szczecina. Następnie mija Piłkę, Kamiennik oraz Chełst (gdzie przecina dawną granicę polsko-niemiecką z lat 1920–1939) i uchodzi do Starej Noteci na wschód od Drezdenka. W środkowym biegu porusza kilka turbin energetycznych. Rzeka miała dawniej w rejonie Miałów trzy równoległe koryta, ale dwa z nich uległy zatarasowaniu przez wydmy i są obecnie wyschnięte.

## Szlak kajakowy
Miała stanowi mało popularny szlak kajakowy, dostępny tylko przy wyższych stanach wód. Charakteryzuje go duża liczba przenosek, wolny nurt, niskie mostki i inne utrudnienia. Zależnie od ilości wody dostępny od Kruteczka lub Białej (48-54 km). Czas spływu – 2 dni. Skala trudności szlaku to ZWB (ZWC) – łatwy, miejscami nieco trudny. Uciążliwość bywa oceniana na U3 (dość uciążliwy). Atrakcyjność wysoka.

## Galeria

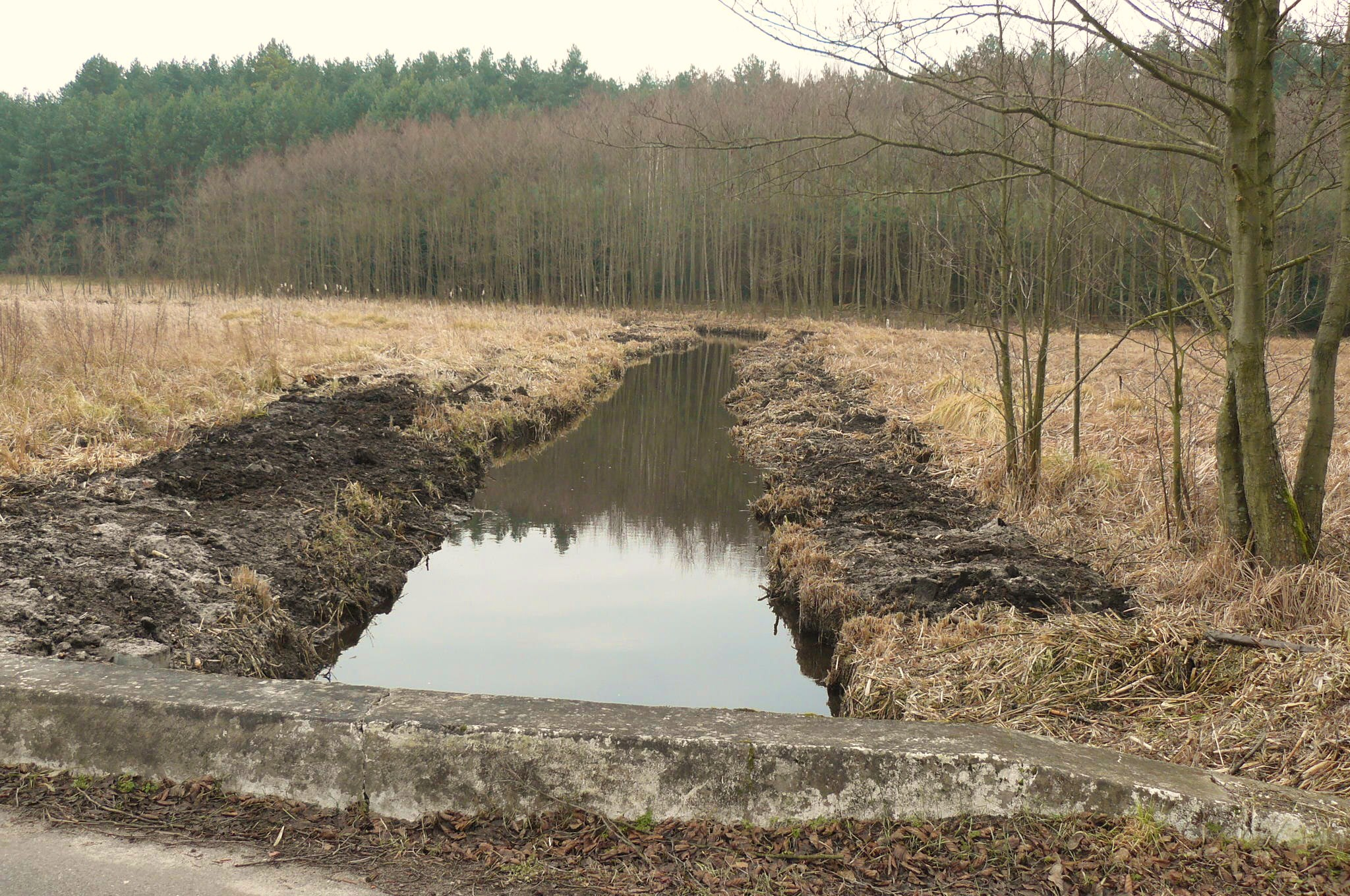
Okolica Hamrzyska
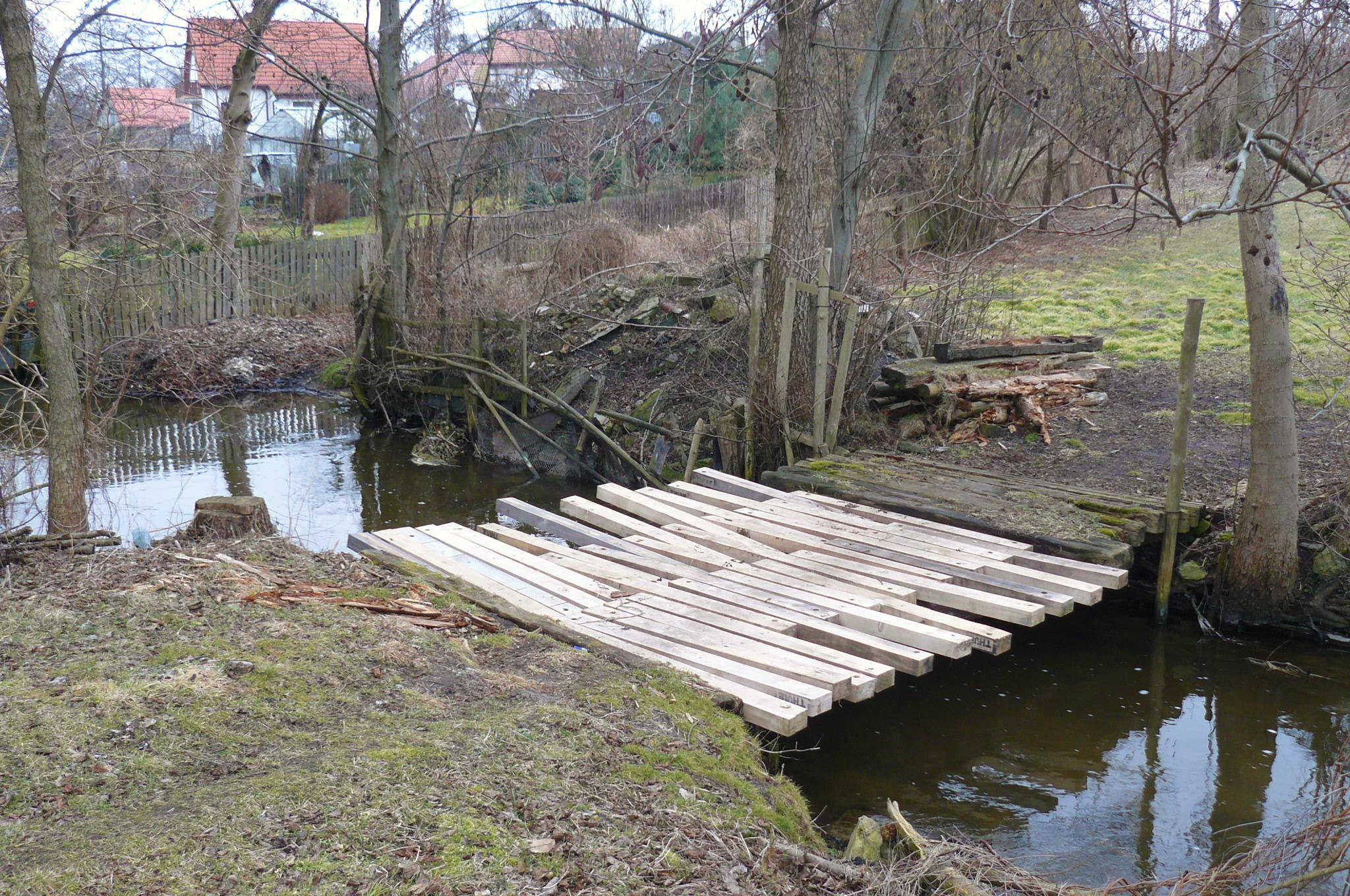
Miały
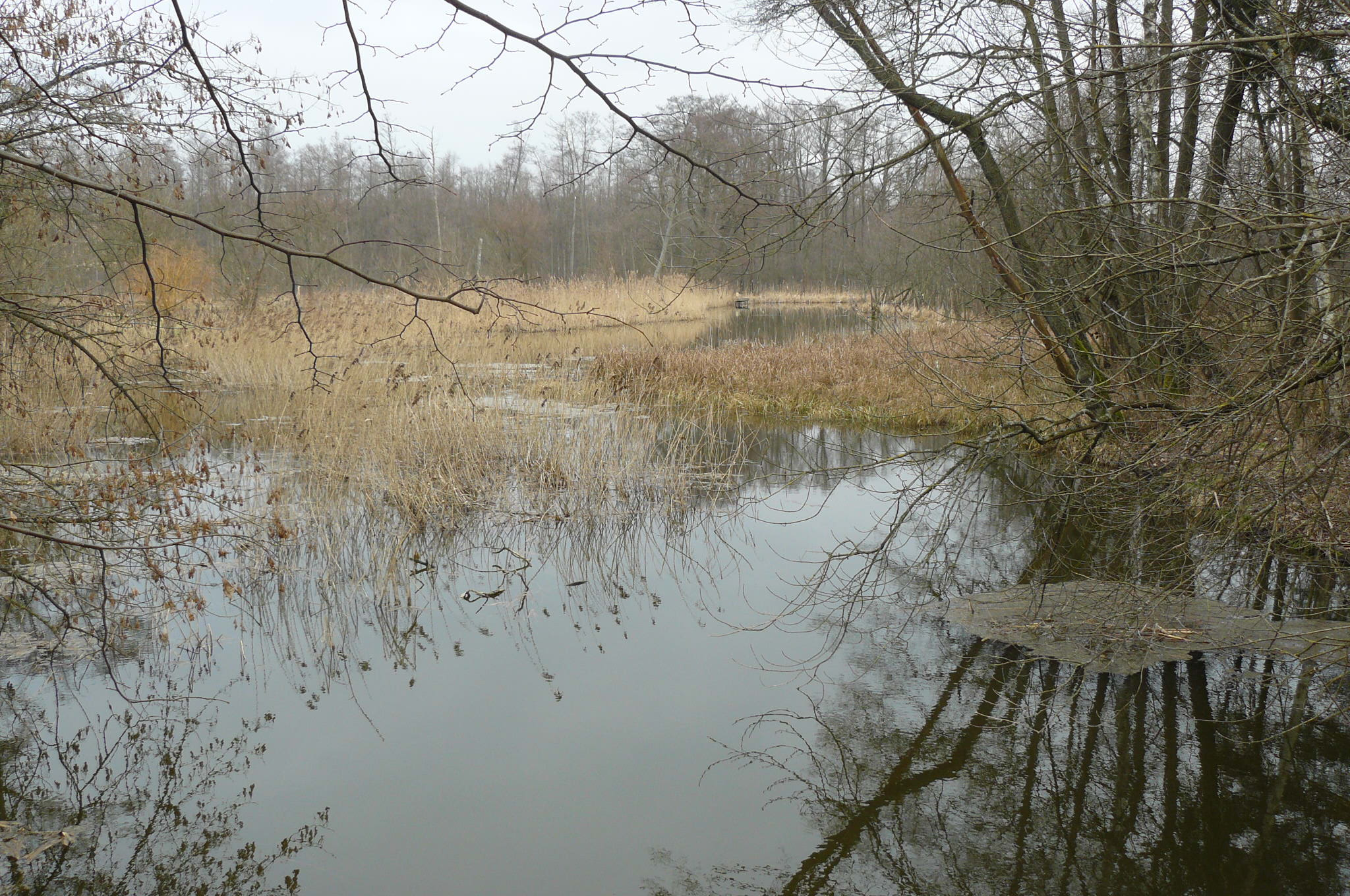
Rozlewiska koło Mężyka
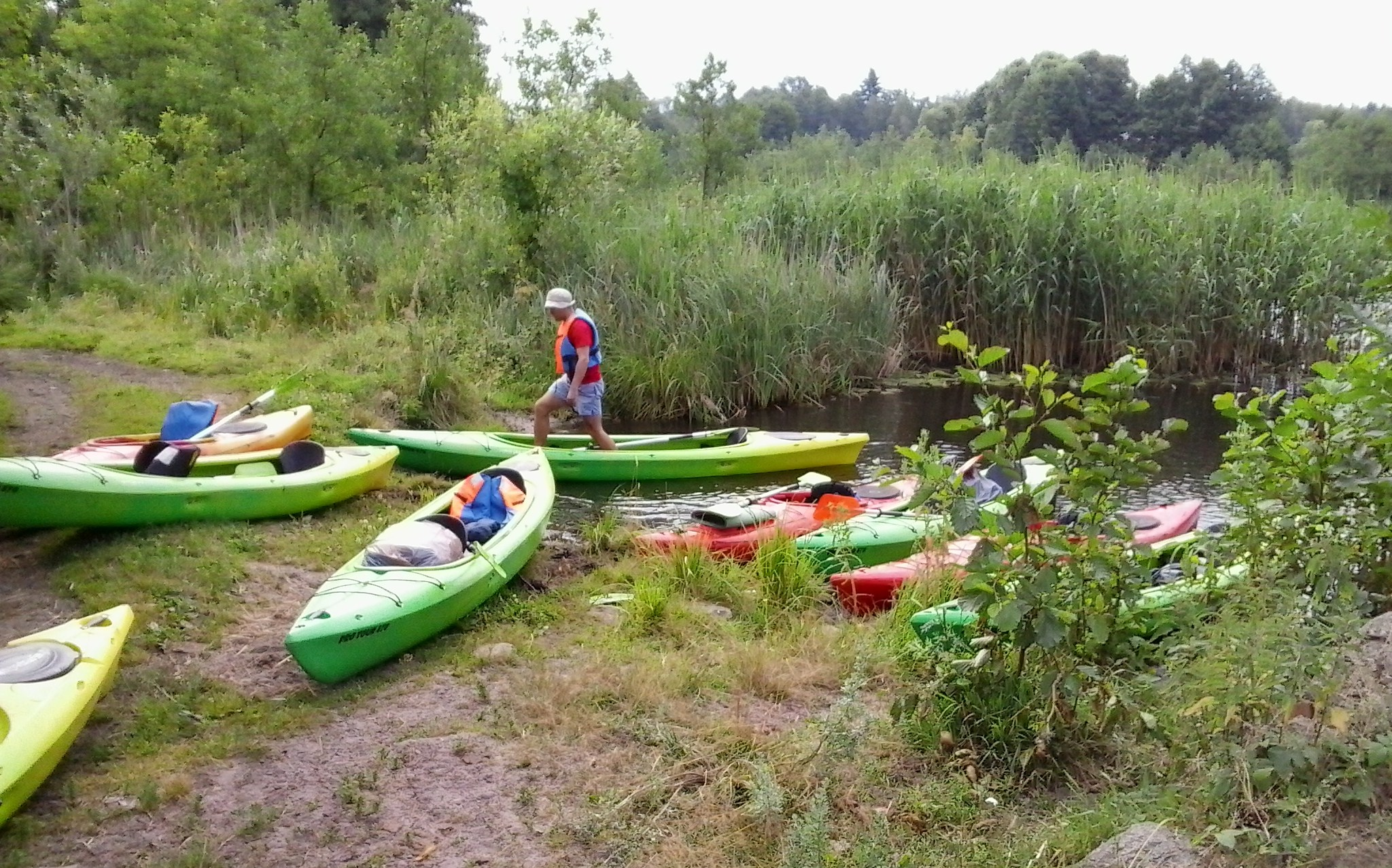
Szlak kajakowy w Kamienniku